# 才不會忘掉 (歌曲)
〈才不會忘掉〉是日本虛構女子搖滾樂隊團結Band的一首CD單曲，也是2022年日本电视动画《孤独摇滚！》第一季最后一集的剧中曲之一。该歌曲于2022年12月25日开放数字下载，之后被收录于与该乐队同名的专辑中。